# Kami (maison d'édition)
Pour les articles homonymes, voir Kami.
 (janvier 2025).
 (janvier 2025).
Kami était un éditeur de bande dessinée faisant partie du même groupe que Semic et Carabas, c’est-à-dire le groupe Tournon. La structure éditoriale en était codirigée par Carabas et Kazé, éditeur de DVD d'animation japonaise. La société a fermé définitivement ses portes en mars 2010 .

## Séries
- Manga / Manhua / Manhwa dont la commercialisation a été arrêtée.